# Rhodophthitus roseus
Rhodophthitus roseus är en fjärilsart som beskrevs av W. Warren 1899. Rhodophthitus roseus ingår i släktet Rhodophthitus och familjen mätare. Inga underarter finns listade.